# Casal Popular de Gràcia
El Casal Popular de Gràcia va ser un centre social juvenil ocupat des del febrer de 2002 fins al 8 d'abril de 2013 per l'Assemblea de Joves de Gràcia, que durant aquest període hi va organitzar diverses activitats. Estava situat a la cruïlla que conformen els carrers Torrent de l'Olla i Ros de Olano a la Vila de Gràcia.
El matí del 8 d'abril de 2013 va ser desallotjat per l'Àrea de Brigada Mòbil dels Mossos d'Esquadra. Entitats juvenils de Gràcia i diferents col·lectius van convocar una manifestació de rebuig la mateixa tarda dels fets. Un cop dissolta la marxa es van produir incidents entre els manifestants i els policies.